# Бај Ђуји
Бај Ђуји (кин: 白居易; пин: Bái Jūyì; 772–846) је био кинески песник из династије Танг. Песме му нису уобичајено радосне и тематски су везане за његову одговорност као поглавара неколико мањих покрајина. Бај Ђуји је познат и у Јапану и то као Хаку Ракутен.

## Живот
Рођен је у Синџенгу, граду на југу провинције Хенан у сиромашној али образованој породици. У доби од десет година, родитељи га шаљу код родбине како би избегао рат који је избио на северу Кине. Царски испит је положио 800. године. Имао је успешну чиновничку каријеру на двору и у провинцијама. На царском двору је био чувен по многим предлозима упућеним цару који су били везани за друштвене реформе. Између 818. и 827. био је поглавар у градовима Чунг-чоу, Хангџоу и Суџоу. Старост је провео у Луојангу.

## Дела
Бај Ђуји је писао лепим, једноставним стилом, што је допринело његовој великој популарности. Написао је preko 2.800 песама  од којих су многе биле о његовим политичким уверењима. Међу најбољим песмама су му „Стари продавац ћумура“, „Седокоса старица из палате Шангјанг“ и друге наративне песме: „Песма о вечној тузи“, „Песма о лаути“ итд.